# Saint-Simon (Cantal)
Saint-Simon település Franciaországban, Cantal megyében. Lakosainak száma 1142 fő (2022. január 1.). Saint-Simon Aurillac, Giou-de-Mamou, Jussac, Marmanhac, Naucelles, Polminhac, Reilhac és Velzic községekkel határos.

## Népesség
A település népessége az elmúlt években az alábbi módon változott:
| Lakosok száma | 842  | 959  | 989  | 1071 | 1143 | 1166 | 1140 | 1121 | 1127 | 1142 |
|               | 1968 | 1982 | 1990 | 2006 | 2013 | 2015 | 2017 | 2019 | 2020 | 2022 |